# Profano

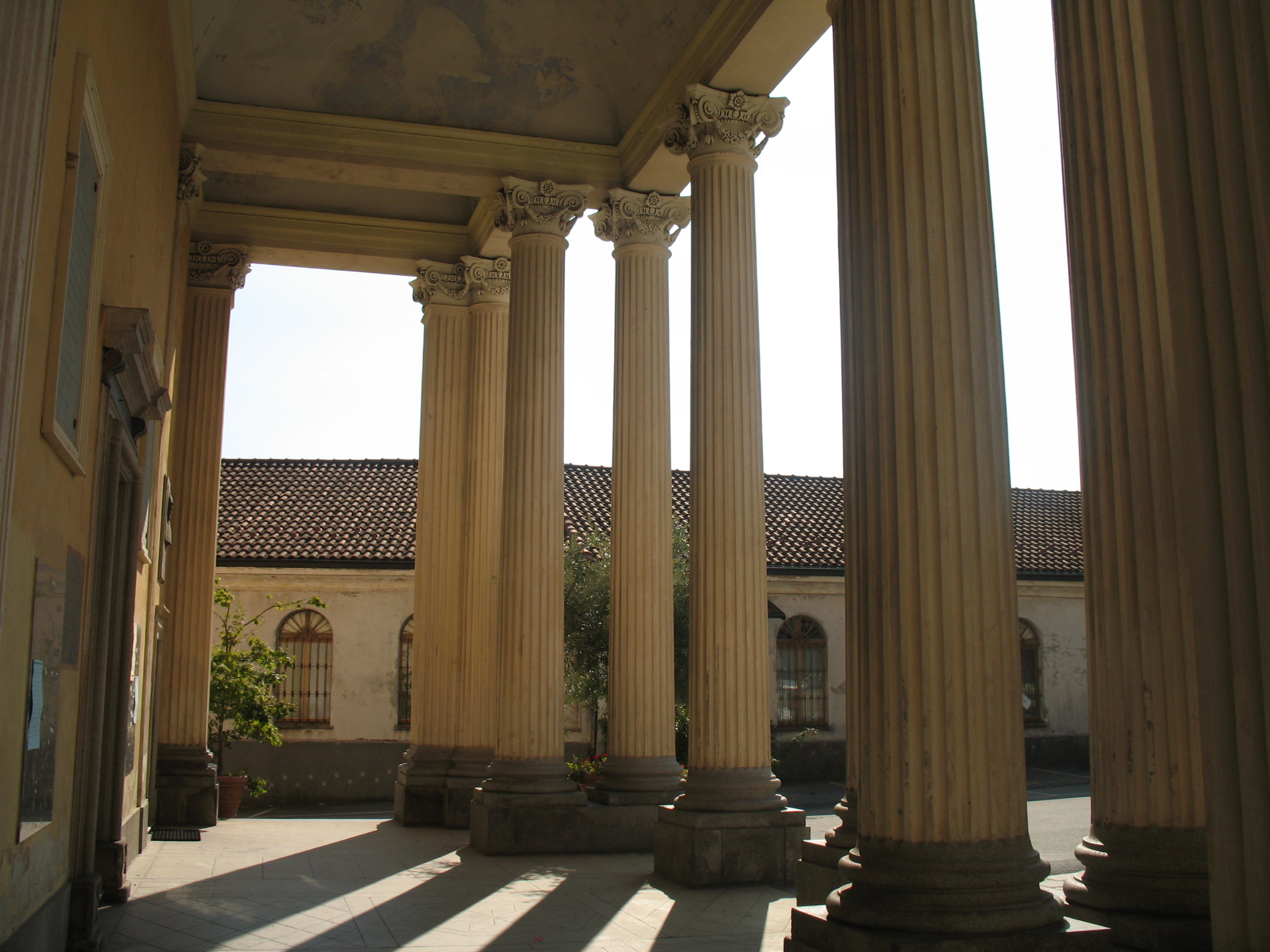
Spazio del tempio (detto pronao nell'antica Grecia) riservato ai profani, mentre nella cella sacra interiore potevano accedere solo i sacerdoti o gli iniziati al culto divino.

Profano è un termine invalso tra gli studiosi della fenomenologia della religione per indicare, nella dicotomia sacro-profano ideata da Émile Durkheim, tutto ciò che non è investito dalla dimensione del sacro.

## Etimologia e significato del termine
Il termine origina dal latino profānus, ovvero ciò che si trova o rimane «al di fuori» (pro) del fānum, intendendo con quest'ultimo termine un bosco sacro, un luogo sacro, un tempio.
Il profano resta un'immagine - e quindi una parola - semplice e forte: ciò che per opportunità, indegnità, corruzione, o perché non iniziato ai misteri della divinità, viene lasciato fuori dal tempio, mentre dentro si sviluppano solenni liturgie.
La dimensione profana attiene dunque all'aspetto esclusivamente exoterico (o essoterico), cioè pubblico, esteriore, mondano, aperto a tutti, di un culto o una dottrina, in contrapposizione a quella esoterica, sacra e interiore, riservata a pochi adepti. Per estensione indica di conseguenza una conoscenza superficiale, poco approfondita.
Come termine viene utilizzato anche in massoneria, per indicare coloro i quali non fanno parte dell'istituzione.